# Adolfas Šleževičius
Adolfas Šleževičius   (Mirskiškė, 2 de febrer de 1948 - Pelekas, 6 de desembre de 2022) fou un primer ministre de Lituània.
Abans de la seva carrera com a polític, Šleževičius era gerent d'una empresa estatal de productes lactis. Šleževičius va ser nomenat primer ministre després de l'elecció d'Algirdas Brazauskas com a president el febrer de 1993. En aquells temps, Lituània va haver de fer front a la inflació mensual del 10 i el 30% tot i la introducció de les talonas (diners de descompte) i estant el ruble molt baix. Després d'un principi prometedor amb grans augments salarials dels treballadors estatals, Šleževičius va aplicar un augment més reduït i va donar suport a un enduriment de la política monetària pel Banc de Lituània. Aquesta inflació mensual va disminuir al 25% el maig de 1993 al 13% el maig, 6% al juny i al 3% el juliol. Amb aquest progrés en l'estabilització, el Comitè de litas (compost per Šleževičius, el president Brazauskas, i per Visokavičius, president del Banc de Lituània) va anunciar el restabliment del litas lituà com a moneda nacional, que tindria lloc el 25 de juny de 1993. El tipus de canvi enfortit des de l'equivalent de més de 5 litai a 3,5 litai l'agost de 1993.
L'octubre de 1993 Šleževičius va anunciar que el valor de la moneda es fixaria d'una manera molt semblant a la de la corona estoniana, és a dir, en un règim de convertibilitat amb una paritat fixa. La Llei d'Estabilitat del litas va ser aprovada el 23 de març de 1994, i el tipus de canvi fix en el 3,9 litai per dòlar dels EUA l'1 d'abril de 1994. La fixació del tipus de canvi van contribuir a fer que es produís grans entrades de capital estranger, la qual cosa va ajudar a finançar la modernització de l'economia en els anys següents.
El 8 de febrer de 1996 es va veure obligat a dimitir, després d'un vot de censura en el Seimas per càrrecs de corrupció. Šleževičius havia retirat els seus actius en l'últim minut a partir de dos bancs que es va ensorrar. Es va enfrontar a càrrecs penals per corrupció i falsificació, però després de quatre anys d'investigació, la causa va ser sobreseguda abans d'arribar a un tribunal. Després d'una carrera política frustrada, Šleževičius va dedicar-se a l'empresa privada.
Šleževičius va morir el 6 de desembre de 2022, a l'edat de 74 anys.